# Izlaz, Alba
Izlaz (în trecut Flocoși) este un sat în comuna Arieșeni din județul Alba, Transilvania, România.